# Mali ved OL
Mali deltog første gang i olympiske lege under Sommer-OL 1964 i Tokyo, og har siden deltaget i alle efterfølgende sommerlege undtaget Sommer-OL 1976 i Montréal som de boykottede. De har aldrig deltagt i vinterlege. Mali har aldrig vundet nogen medalje.

## Medaljeoversigt
| Malis medaljer under de olympiske sommerlege | Malis medaljer under de olympiske sommerlege | Malis medaljer under de olympiske sommerlege | Malis medaljer under de olympiske sommerlege | Malis medaljer under de olympiske sommerlege | Malis medaljer under de olympiske sommerlege |
| -------------------------------------------- | -------------------------------------------- | -------------------------------------------- | -------------------------------------------- | -------------------------------------------- | -------------------------------------------- |
| Lege                                         | Guld                                         | Sølv                                         | Bronze                                       | Totalt                                       | Rang                                         |
| 1964 Tokyo                                   | 0                                            | 0                                            | 0                                            | 0                                            | –                                            |
| 1968 Mexico by                               | 0                                            | 0                                            | 0                                            | 0                                            | –                                            |
| 1972 München                                 | 0                                            | 0                                            | 0                                            | 0                                            | –                                            |
| 1976 Montréal                                | Deltog ikke                                  | Deltog ikke                                  | Deltog ikke                                  | Deltog ikke                                  | Deltog ikke                                  |
| 1980 Moskva                                  | 0                                            | 0                                            | 0                                            | 0                                            | –                                            |
| 1984 Los Angeles                             | 0                                            | 0                                            | 0                                            | 0                                            | –                                            |
| 1988 Seoul                                   | 0                                            | 0                                            | 0                                            | 0                                            | –                                            |
| 1992 Barcelona                               | 0                                            | 0                                            | 0                                            | 0                                            | –                                            |
| 1996 Atlanta                                 | 0                                            | 0                                            | 0                                            | 0                                            | –                                            |
| 2000 Sydney                                  | 0                                            | 0                                            | 0                                            | 0                                            | –                                            |
| 2004 Athen                                   | 0                                            | 0                                            | 0                                            | 0                                            | –                                            |
| 2008 Beijing                                 | 0                                            | 0                                            | 0                                            | 0                                            | –                                            |
| 2012 London                                  | 0                                            | 0                                            | 0                                            | 0                                            | –                                            |
| 2016 Rio de Janeiro                          | 0                                            | 0                                            | 0                                            | 0                                            | –                                            |
| 2020 Tokyo                                   |                                              |                                              |                                              |                                              |                                              |
| Totalt                                       | 0                                            | 0                                            | 0                                            | 0                                            |                                              |